# 张玉华 (少将)
张玉华（1916年—2017年9月10日），山东省文登县（现威海市文登区）人，中国人民解放军开国少将。

## 生平
张玉华自县立第一小学毕业后，16岁考入荣成师范学校。毕业后在小学任教4年。1935年加入中国共产党。1937年12月24日，中共胶东特委在文登县天福山组织发动了抗日武装起义天福山起义，张玉华是天福山起义领导人之一，起义部队后来被编为山东人民抗日救国军第三军第一大队，张玉华任一中队指导员。
中华人民共和国成立后，张玉华升任中国人民解放军第一一八师政委，参加了海南岛战役，该师创造了第一个先锋营和第一个加强团登岛，以木船打敌军舰的战绩。1950年该师进入朝鲜参加抗美援朝战争，第一一八师在两水洞打了中国人民志愿军出国后的第一场战斗。张玉华在朝鲜战场上升任第四十军政治部副主任，获朝鲜二级自由独立勋章。回国后，张玉华历任第四十军政治部副主任、主任、第四十军副军长。1960年任沈阳军区炮兵副司令员，1963年任沈阳军区炮兵政委。1967年任武汉军区副政委，后来任南京军区副政委。
张玉华是中国共产党第十一届中央委员会委员。1970年至1976年、1982年至1983年兼任中共湖北省委书记。1964年晋升少将。获二级独立自由勋章、二级解放勋章、一级红星功勋荣誉章。
1986年，张玉华离休。此后一直投身慈善事业，用自己大部分收入向群众及学校捐款捐物。2012年获“中国好人”荣誉称号。晚年居住在南京市宁海路街道颐和路社区。
2015年，在中国人民抗日战争暨世界反法西斯战争胜利70周年纪念活动阅兵中，张玉华作为抗日老战士代表接受检阅，张玉华举手保持军礼。在2016年中国中央电视台春节联欢晚会《将军与士兵》小品最后，坐在轮椅上的张玉华被搀扶着站起来，面向全场敬了军礼。
2017年9月10日，张玉华在南京病逝，享年101岁。